# بيت كنداش (يريم)

تعديل مصدري - تعديل

بيت كنداش هي إحدى قرى عزلة ارياب بمديرية يريم التابعة لمحافظة إب، بلغ تعداد سكانها 443 نسمة حسب تعداد اليمن لعام 2004.